# 명지2동
명지2동은 부산광역시 강서구에 있는 바다를 매꿔만든 땅이다. 그래서 구획이 사각형에 가깝다.
명지는 원래 밭이였다. 또한 명지에는 땅에 조개가 한번씩 있다. 명지에서 기장까지 갈맥길이 있다.

## 같이 보기
- 명지
- 대저
- 하단
- 부산광역시